# Simon Hart
Simon Anthony Hart, né le 15 août 1963 à Wolverhampton, est un homme politique britannique, membre du Parti conservateur.
Il est député de Carmarthen West et South Pembrokeshire de 2010 à 2024. Il est Whip en chef de 2022 à 2024. Il entre à la chambre des Lords en mai 2025.

## Jeunesse
Il est né à Wolverhampton le 15 août 1963 et grandit dans les Cotswolds. Il fait ses études privées au Radley College avant de fréquenter le Royal Agricultural College de Cirencester. Il travaille comme arpenteur-géomètre à Carmarthen et Haverfordwest et sert avec l'armée territoriale pendant cinq ans dans le Royal Gloucestershire Hussars (qui fait partie du Royal Wessex Yeomanry). 

## Carrière politique
Il est élu député de Carmarthen West et South Pembrokeshire depuis les élections générales de 2010, battant l'ancien député travailliste Nick Ainger qui représentait la circonscription depuis 1992. Il est réélu aux élections générales de 2015 et aux élections générales de 2017. Lors des élections générales de 2019, Hart a plus que doublé sa précédente majorité de 3 110 voix à 7 745 voix. Il obtient 52,7% des voix, en hausse de 5,9 points de pourcentage par rapport à 2017. 
Le 27 juillet 2019, il est promu secrétaire parlementaire au Cabinet Office dans le gouvernement de Boris Johnson. Il remplace son collègue conservateur Oliver Dowden et se retire de la présidence de la Countryside Alliance. 
À la suite des élections générales de 2019, Hart est nommé secrétaire d'État pour le Pays de Galles par le Premier ministre Boris Johnson. Il quitte ses fonctions le 6 juillet 2022 et devient Whip en chef le 25 octobre 2022, dans le gouvernement Sunak.

### Alliance des campagnes et droits des animaux
Hart est un partisan de la chasse au renard et de l'abattage du blaireau. Il fait activement campagne pour annuler le projet de loi de 2004 sur la chasse et aider le National Farmers Union d'Angleterre et du Pays de Galles. En janvier 2013, Hart déclare que le rôle juridique de la RSPCA devait être davantage surveillé étant donné ses "activités politiques et commerciales" dans une critique du rôle de l'organisme de bienfaisance faisant pression contre la chasse au renard. 

### Brexit
Malgré son vote "Remain" lors du Référendum sur l'appartenance du Royaume-Uni à l'Union européenne en 2016 Hart soutient que le résultat devait être respecté et que le Royaume-Uni devait quitter l'UE. Il aide à former et à diriger le Brexit Delivery Group, un groupe de 51 députés qui plaident pour une sortie négociée de l'UE.   

## Vie privée
Hart vit à Londres et à Llanmill près de Narberth dans le Pembrokeshire avec sa femme Abigail et leurs deux enfants.